# Gautrain
Le Gautrain (mot-valise, contraction de Gauteng et train) est un système de transport en commun de type train express régional situé dans la province du Gauteng en Afrique du Sud. Il est composé de plusieurs branches avec une longueur d'environ 80 km au total, qui relient Johannesburg, Pretoria et l'aéroport OR Tambo.
Une première section de la ligne entre l'aéroport et le centre de Johannesburg a été ouverte le 8 juin 2010, quelques jours avant la Coupe du monde de football de 2010. Les tronçons manquants ont été mis en service le 2 août 2011, à l'exception d'une section d'environ 6 km entre Rosebank et Park Station à Johannesburg, des travaux d'ingénierie supplémentaires étant nécessaires afin d'éviter des fuites d'eau dans le tunnel.
Le Gautrain constitue la colonne vertébrale du réseau de transports en commun de la province de Gauteng, notamment par la construction de parkings-relais et la mise en place d'un système de rabattement par autobus dans l'ensemble de la région.

## Histoire
En 2006, le consortium Bombela s’est vu confier la conception, le financement (à hauteur de 20 %, les 80 % restants étant publics), la construction, l’exploitation et la maintenance du Gautrain pendant une durée de 15 ans. Le consortium regroupe les entreprises Bombardier Transportation, Bouygues Construction, Murray & Roberts et Strategic Partners Group.
En août 2017, le rachat des 8,5 % de la concession tenus par Bombardier Transportation et Bouygues par Murray & Roberts est annoncé.
Pour la toute première fois depuis son ouverture au public en 2010, le système Gautrain a été entièrement mis à l'arrêt à partir du 27 mars 2020 dans le cadre de mesures de confinement prises par le gouvernement sud-africain pendant la pandémie Covid-19. La reprise progressive du service passagers a été débutée le 4 mai 2020.

## Réseau

Carte schématique du réseau Gautrain. La section rayée est souterraine.

Il s'agit d'une ligne de 80 km prenant la forme d'un Y, avec comme point de départ Park Station au centre de Johannesburg et comme points de terminus des fourches, l'Aéroport international OR Tambo et la capitale politique Pretoria. La ligne est souterraine dans Johannesburg et au niveau, ou au-dessus, du sol pour le reste. Pour différentes raisons, notamment de confort et de coût (standard matériel roulant européen), les rails sont à écartement de 1 435 mm contrairement aux 1 067 mm des chemins de fer du pays. Les points forts ayant orientés ce choix plutôt que l'interopérabilité avec les réseaux existants, sont le coût et la confiance des usagers obtenue par la mise en avant de la sécurité et du confort d'une ligne rapide totalement nouvelle et indépendante.
L'intermodalité des transports en commun est par contre renforcée avec la mise en service d'un parc de 125 bus modernes utilisées dans un rayon de 15 km autour des stations et l'aménagement de ces infrastructures du Gautrain pour des correspondances avec le réseau Metrorail (trains de banlieue des zones urbaines), et les taxis.

## Stations
La ligne comporte dix stations ou gares, dont les travaux sont en cours de finitions. Les trois premières, dans la ville de Johannesburg, sont souterraines de type station de métro : Park Station, Rosebank et Sandton ; Marlboro est le point de jonction de la fourche entre la ligne vers Pretoria et celle vers l'aéroport ; en direction de Pretoria on trouve quatre gares : Midrand (également centre de maintenance du Gautrain), Centurion, Pretoria et Hatfield ; vers l'aéroport il y a deux gares : Rhodesfield et OR Tambo le terminus.

## Exploitation
Le consortium Bombela a confié l'exploitation et la maintenance du Gautrain à la Bombela Operating Company, contrôlé à 51 % par RATP Dev, une filiale du Groupe RATP.

### Matériel roulant
Le Gautrain est exploité avec des rames automotrices du type Bombardier Electrostar, construites par Bombardier Transport à Derby en Angleterre. Assemblées en Afrique du Sud, elles sont attachées au centre de maintenance du Gautrain de Midrand. Chaque rame a une capacité de 100 places (dont 80 assises), la vitesse maximale est de 160 kilomètres à l'heure.

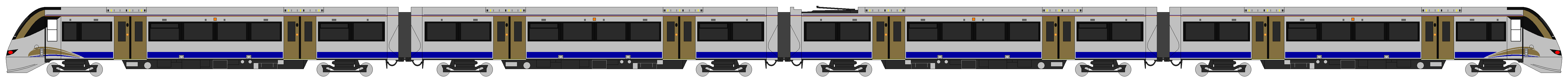
Panoramique d'une rame Gautrain.